# Antillo (medico)
Antillo (greco: Ἄντυλλος; fl. II secolo) è stato un chirurgo greco antico, vissuto a Roma nel II secolo.
Contemporaneo di Galeno e insieme a lui figura dominante della medicina dell'epoca, è noto soprattutto per il suo metodo per la cura degli aneurismi, dei quali descrive la tipologia. 
Le sue opere sono andate perdute ma vi sono riferimenti a esse negli scritti di Oribasio. Elaborò istruzioni specifiche per vari tipi di interventi chirurgici, elencando indicazioni e controindicazioni e descrivendo le possibili complicazioni.
Secondo Rhazes (X secolo), Antillo elaborò anche una procedura per la cura della cataratta.